# Conseil des relations internationales de Montréal
Le Conseil des relations internationales de Montréal (CORIM) est un organisme privé non partisan et à but non lucratif fondé à Montréal en 1985 par le Pr Louis Sabourin. 
La mission du CORIM est de promouvoir une meilleure connaissance des affaires internationales et d’encourager une collaboration plus étroite des diverses entités montréalaises intéressées par les questions internationales.

## Historique
En 1985, après avoir été actif au sein de l’OCDE, Louis Sabourin fonde le Conseil des relations internationales de Montréal. Gérard Pelletier devient dans le même temps le premier président,. 
Aujourd’hui, le CORIM est devenu une tribune incontournable à Montréal, notamment pour tout ce qui touche les affaires internationales. La croissance des membres du CORIM appui ce sentiment : ils étaient 500 en 2004, ils sont 4000 en 2018. En 2018, les événements du CORIM ont généré une couverture médiatique dans 121 médias internationaux répartis dans 30 pays.

## Missions
La mission du CORIM est de promouvoir une meilleure connaissance des affaires internationales et d’encourager une collaboration plus étroite des diverses entités montréalaises intéressées par les questions internationales. Le CORIM offre une tribune à des personnalités canadiennes et étrangères pour s’adresser aux différentes communautés montréalaises intéressées d’une manière ou d’une autre à l’international.
La tribune du CORIM réunit des entreprises, des ministères, des organisations parapubliques, aussi bien que des universités et des ONG par le biais de plusieurs secteurs : affaires, environnement, arts et culture, politique, développement international, économie et affaires mondiales. Cette tribune ouvre aussi les portes du monde aux Montréalais qui désirent étendre leurs activités hors frontières. Les conférences, déjeuner-causeries, colloques et table-ronde qu’organise le CORIM, de même que les événements auxquels il collabore et qui sont présentés par plus d’une trentaine d’organisations, ont tous pour but de faire rayonner la ville de Montréal sur la scène internationale. 
Ces moments de rencontres privilégiées entre les décideurs locaux et internationaux donnent l’opportunité de consolider le développement de relations durables et prometteuses et permettent d’attirer, entre autres, des investissements étrangers qui contribuent à la vitalité économique de la ville.

## Invités et conférences
Le CORIM réunit chaque année des conférenciers du monde entier qui viennent apporter un décryptage des grands enjeux mondiaux ou partager leur implication dans un domaine des relations internationales. Le CORIM organise une trentaine de conférences par an à Montréal (38 en 2018) et accueille chaque année plus de 10 000 participants à ses événements.
Parmi ses invités ces dernières années, on citera notamment de nombreux ambassadeurs au Canada, la présidente de Médecins Sans Frontières Dre Joanne Liu, ainsi que Valérie Plante, François Hollande, Pierre Moscovici, Zbigniew Brzeziński, Philipe Couillard, Paul Magnette, Alain Juppé, Liam Fox et le Juge Stephen Breyer.